# Balligavi

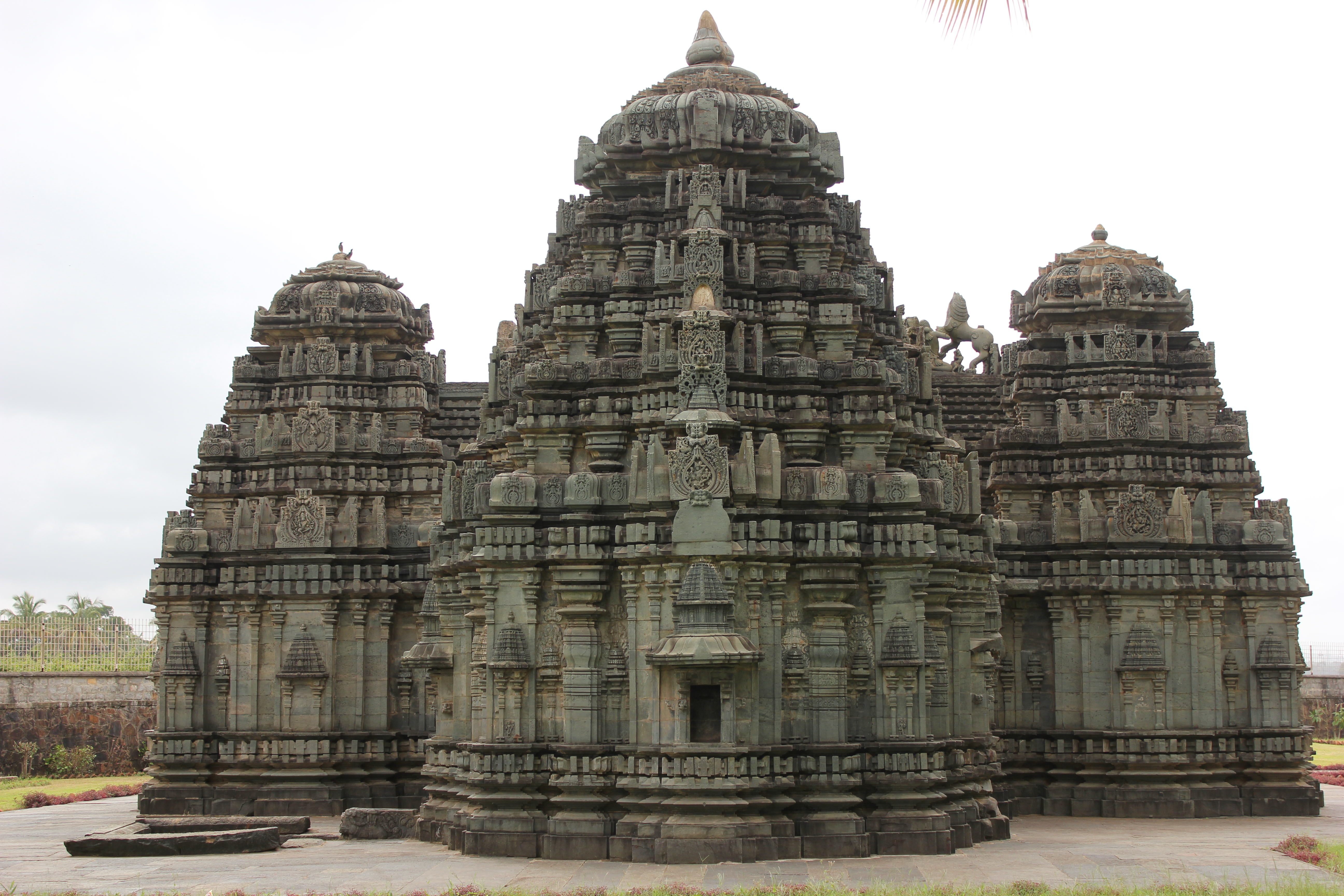
Reich gegliederte Tempeltürme (trikuta) des Kedareshvara-Tempels

Balligavi oder Belagavi (Kannada ಬಳ್ಳಿಗಾವಿ) ist ein Dorf mit knapp 4.000 Einwohnern (Zensus 2011) im Shivamogga-Distrikt des indischen Bundesstaats Karnataka. Der Ort war im 4. und 5. sowie vom 10. bis 12. Jahrhundert ein bedeutendes Subzentrum des Kadamba- bzw. des Chalukya- und des Hoysala-Reiches.

## Lage
Balligavi liegt in der Übergangszone des regenreichen Gebirgszugs der Westghats zum östlich gelegenen und deutlich trockeneren Dekkan-Plateau, in einer Höhe von rund 660 m etwa 3 km (Fahrtstrecke) südöstlich von Banavasi, der ehemaligen Hauptstadt des Kadamba-Reiches. Das Klima ist tropisch warm; Regen (ca. 1065 mm/Jahr) fällt nahezu ausschließlich während der Monsunmonate Juni bis Oktober.

## Einwohner
Die Bewohner des Ortes sind nahezu ausnahmslos Hindus; andere Religionen sind in den ländlichen Regionen Südindiens von untergeordneter Bedeutung. Der männliche Bevölkerungsanteil liegt ca. 5 % über dem weiblichen.

## Wirtschaft
In der Region gedeihen Kokospalmen und Mangobäume. Daneben wird – vorwiegend zur Selbstversorgung – Getreide und Gemüse angebaut. Die Viehzucht (Schafe, Ziegen, Hühner) ist von geringer Bedeutung.

## Geschichte
Im 4./5. Jahrhundert gehörte die Gegend mitsamt dem nur ca. 4 km nordöstlich gelegenen Nachbarort Talagunda zum Kadamba-Reich. Erstmals erwähnt wird der Ort unter seinen älteren Namen Baligrama, Dakshina Kedara, Valliggame oder Valligrame in einer Inschrift des Jahres 685 aus Badami. Hier befanden sich sechs Klöster (mathas) und zahlreiche weitere Pilgerstätten; auch eine höhere Lehranstalt soll hier existiert haben. Mit dem Niedergang des Frühen Chalukya-Reiches sank auch die Bedeutung von Balligavi, bis sie gegen Ende des 10. Jahrhunderts wieder auflebte.

## Sehenswürdigkeiten
- Der – abgesehen von drei Türmen – flachgedeckte Kedareshwara-Tempel ist dem Hindugott Shiva geweiht und entstand wahrscheinlich im  beginnenden 12. Jahrhundert. Eine Inschrift aus dem Jahr 1131 erwähnt Ergänzungen (vyalas) der zwischenzeitlich den Chalukya nachgefolgten Hoysala-Dynastie. Er besteht aus einer über drei Eingangstreppen zugänglichen und im Innern von kannelierten Säulen gestützten flachgedeckten Vorhalle (mandapa) mit einer Großfigur eines liegenden Nandi-Bullen. Daran schließen sich drei kleeblattförmig angeordnete und jeweils turmbekrönte Cellae (garbhagrihas) an, von denen die beiden äußeren den Hindu-Göttern Brahma und Vishnu geweiht sind; in der mittleren Cella steht ein Lingam. Die Türme sind sowohl horizontal als auch vertikal gegliedert, wobei sich der Figurenschmuck allerdings auf einige wenige kirtimukha-Reliefs beschränkt, und enden in amalaka-Ringscheiben mit aufsitzenden kalasha-Krügen.
- Im angrenzenden Museum werden mehrere Inschrift-Stelen aus verschiedenen Zeiten aufbewahrt, darunter auch ein Sati-Stein.
- Der Tripurantakesvara-Tempel wird in die Zeit um 1070 datiert. Am nur wenig gegliederten Tempeläußeren finden sich mehrere kleine erotische Szenen. Bemerkenswert ist das Innere des Tempels mit zahlreichen gedrechselten Säulen, die eine eher grob gestaltete Decke stützen. Es finden sich aber auch feingearbeitete jali-Gitterschranken und mehrere ausdrucksstarke Götter- und Wächterskulpturen, die möglicherweise in späterer Zeit hinzugefügt wurden.

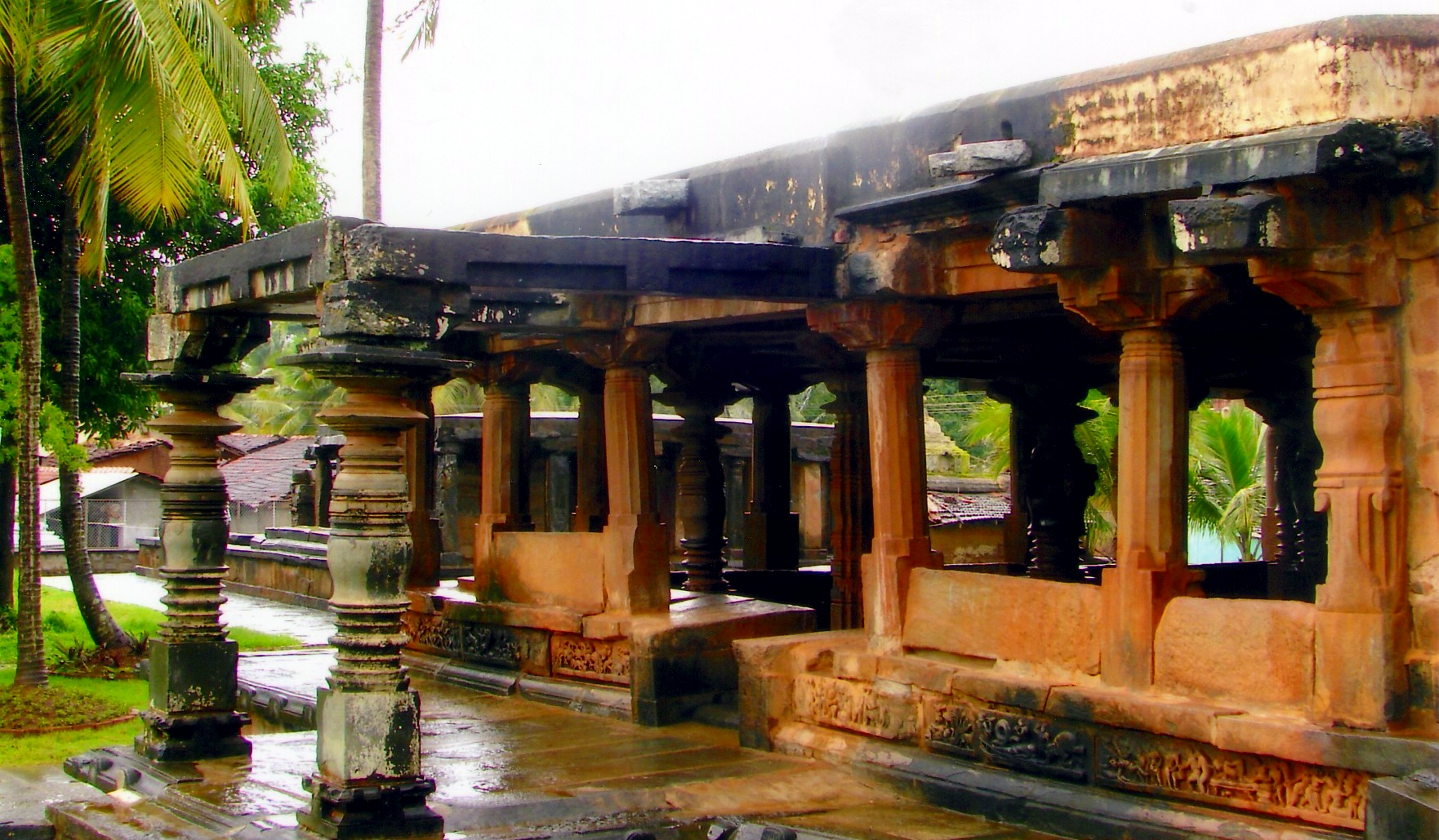
Kannelierte und gedrechselte Säulen am Tripurantakesvara-Tempel
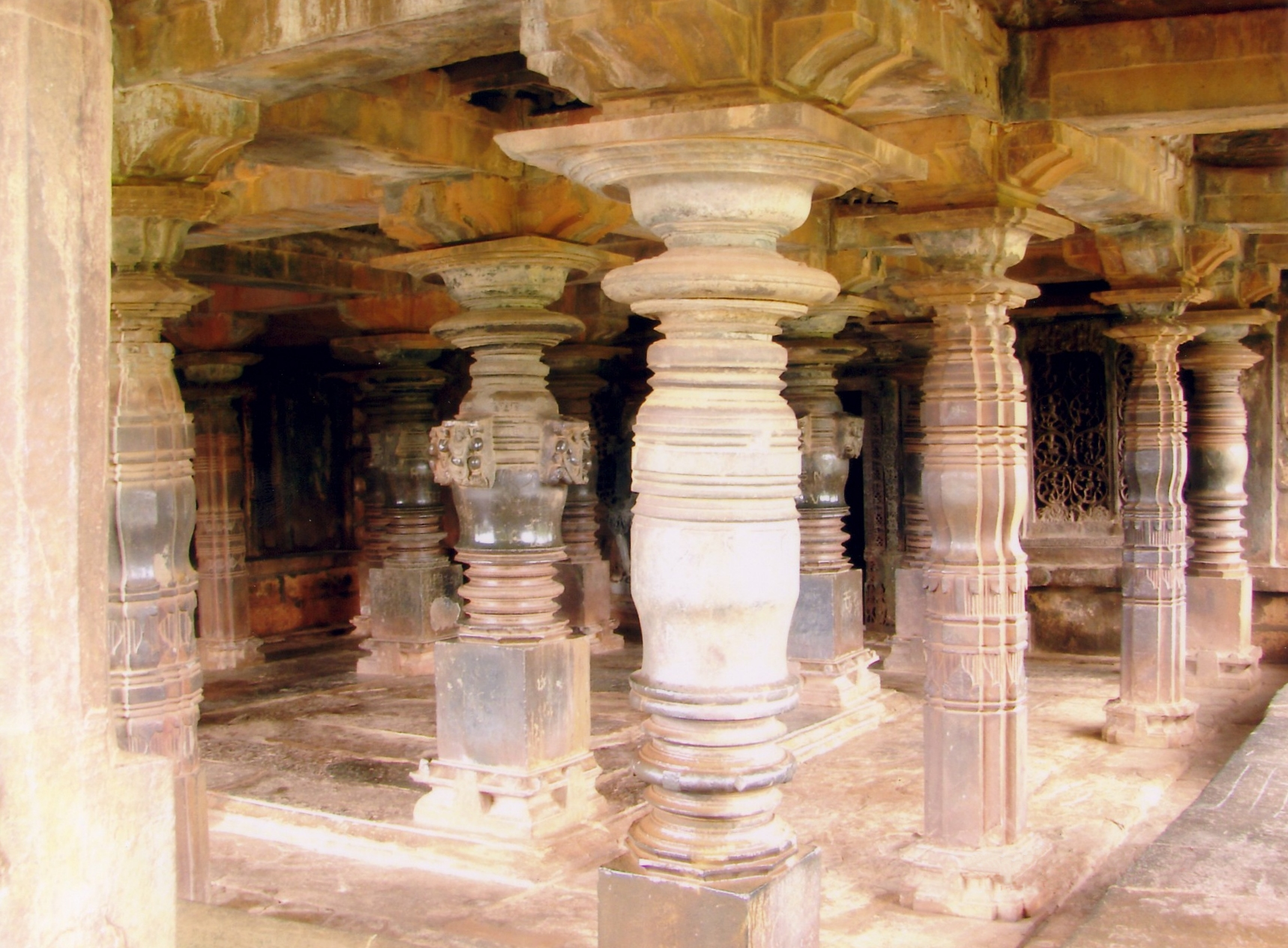
Vorhalle (mandapa) des Tripurantakesvara-Tempels
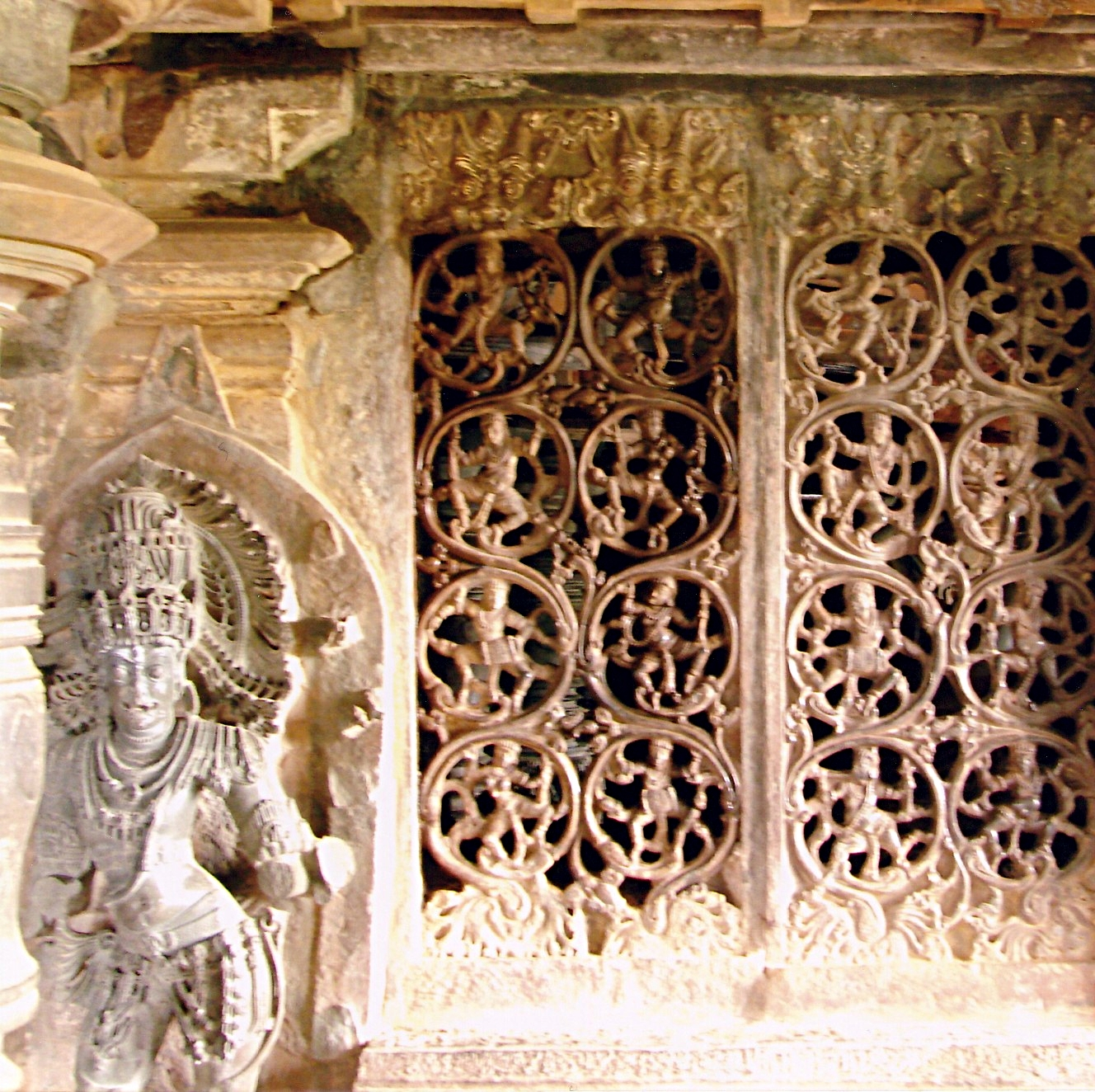
jali-Gitterschranke, davor eine Bhairava-Figur
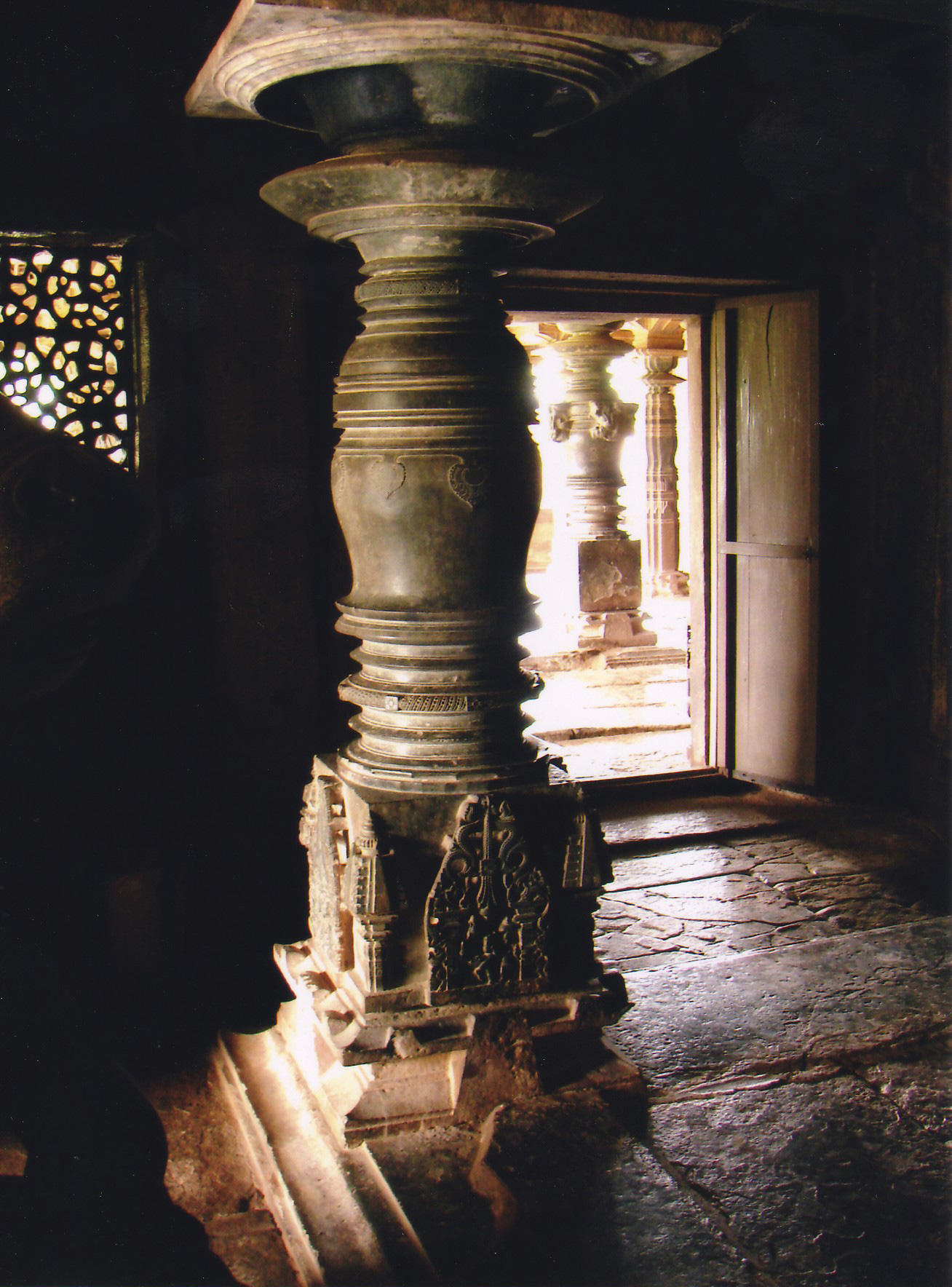
Blick aus der dunklen Cella (garbhagriha) auf die Säulen der hellen Vorhalle
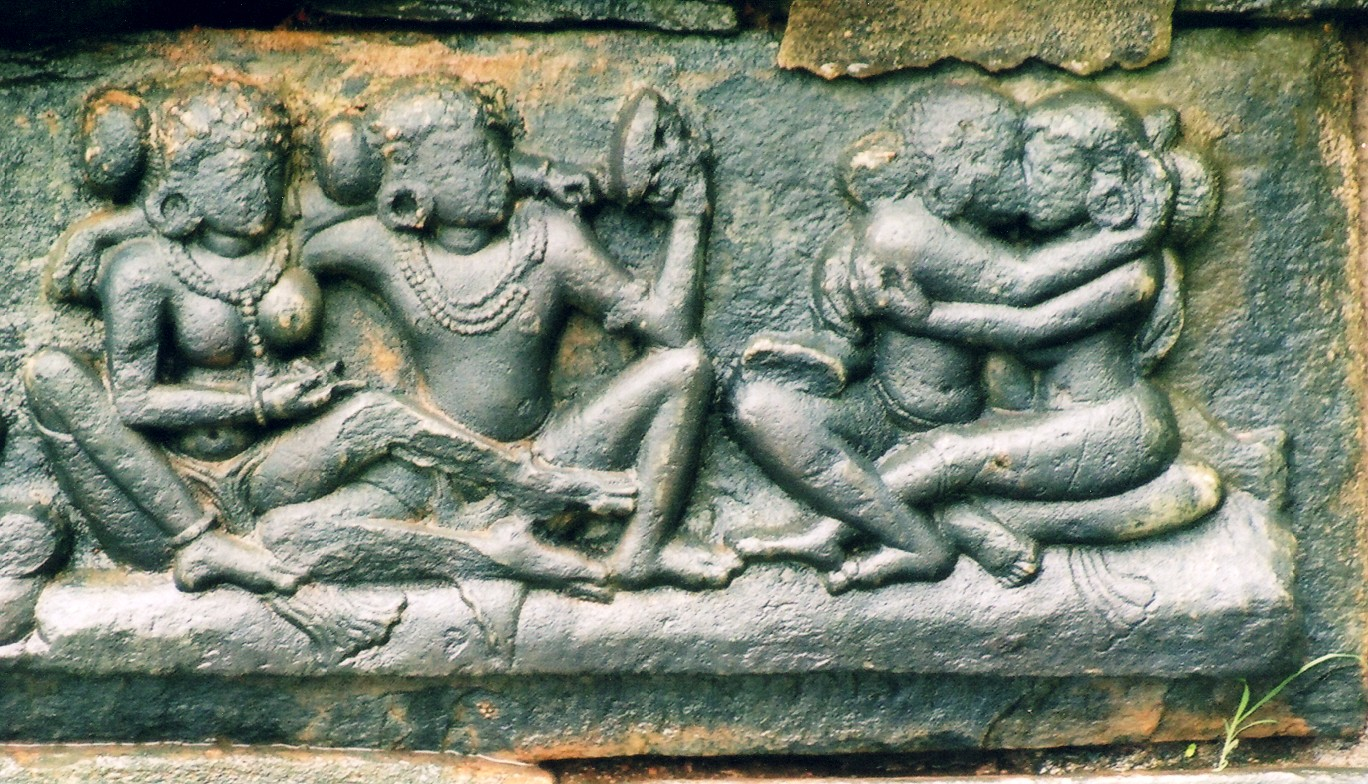
Liebespaare (mithunas) am Tempeläußeren
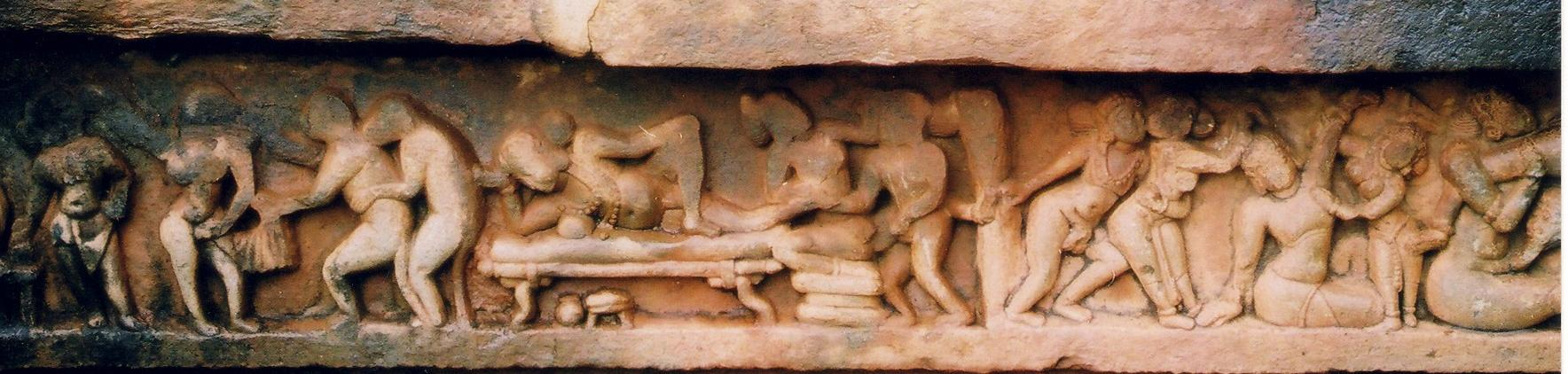
Erotische Szenen am Tempeläußeren